# Sri Mulyani Indrawati
Sri Mulyani Indrawati (Tanjungkarang, 26 augustus 1962), beter bekend als Sri Mulyani, is een Indonesische econome. Sinds 2016 is ze minister van financiën van Indonesië. Eerder had ze diezelfde ministerspost ook al van 2005 tot 2010.
Sri Mulyani werd in december 2005 aangewezen als minister van financiën door president Susilo Bambang Yudhoyono (SBY) in zijn eerste kabinet. In het tweede kabinet van SBY, vanaf 2009, behield Sri Mulyani de ministerspost. In 2010 werd Sri Mulyani benoemd als een van de drie directeurs van de Wereldbank Groep. Verschillende media noemden deze stap "een verlies voor Indonesië, winst voor de Wereldbank". Na zes jaar bij de Wereldbank werd ze in 2016 door president Joko Widodo teruggehaald naar Indonesië om wederom minister van financiën te worden, in zowel zijn eerste als tweede kabinet.